# Ban Chao
Ban Chao (født år 32, død år 102) var en kinesisk kavalerigeneral under Handynastiet. Han var søn af en historiker og udvidede kejserdømmet mod vest i retning af det Kaspiske Hav, men nåede ikke frem til romerriget.